# 10019 Wesleyfraser
10019 Wesleyfraser è un asteroide della fascia principale. Scoperto nel 1979, presenta un'orbita caratterizzata da un semiasse maggiore pari a 3,0836364 UA e da un'eccentricità di 0,1116179, inclinata di 2,84287° rispetto all'eclittica.
L'asteroide è dedicato a Wesley C. Fraser, ricercatore alla Queen's University di Belfast.